# Freedom Front Plus
El Freedom Front Plus (en Afrikaans Vryheidsfront Plus, VF Plus) és un partit polític de dreta a Sud-àfrica que es va formar el 1994. Es caracteritza per la defensa dels interessos dels afrikaners, i el suport a la independència del Cap Occidental.

## Història
El Front de la Llibertat va ser fundat l'1 de març de 1994 per membres de la comunitat afrikaner descontents amb el moviment separatista Afrikaner Volksfront. A les eleccions del mateix any, sota el lideratge de l'ex-general de l'exèrcit Constand Viljoen, van rebre el 2,2% dels vots nacionals (424.555), aconseguint nou escons a l'Assemblea Nacional, i el 3,3% (639.643 vots) del vot combinat a la nou legislatures provincials. Això va suggerir que molts afrikaners havien dividit el seu vot. El partit va tenir el millor rendiment a les zones rurals de l'antic Transvaal i l'Estat Lliure d'Orange, i el nou vicepresident Thabo Mbeki va assenyalar que representava possiblement fins a la meitat de la població de vot afrikaner d'aquestes zones, amb el suport més fort entre els agricultors.
El suport al Front s'aniria reduint gradualment en els següents anys, a mesura que el partit es trobava lligat en negociacions finalment infructuoses amb el Congrés Nacional Africà (ANC) per crear un Volkstaat fent perdre la seva importància al partit. També rebria una major competència de nous partits com l'Afrikaner Eenheidsbeweging i altres faccions. A les eleccions de 1999 el seu suport va baixar fins al 0,8% (127.217 vots) amb tres escons a l'Assemblea Nacional i entre l'1 i el 2% a les seves províncies. Això va representar una part respectable del vot afrikaner, però ni tan sols prop de nivells anteriors. Després de la retirada de Viljoen en 2001 Pieter Mulder va ser escollit líder sense oposició. L'any 2003, poc abans de les eleccions generals de 2004, el Partit Conservador, l'Afrikaner Eenheidsbeweging i el Freedom Front van decidir formar una aliança sota el nom Freedom Front Plus (VF+), liderat per Pieter Mulder, que més tard rebria també el suport de l'Aliança Federal.
El novembre de 2016 Pieter Groenewald va ser escollit nou líder del partit, i el suport electoral del partit es va mantenir més o menys estable durant les següents eleccions, però a partir del 2019 va guanyar terreny fruit de certs canvis estratègics i pactes amb l'Aliança Democràtica a nivell municipal.
A partir del 2021 va oficialitzar el suport a la independència del Cap Occidental, aconseguint un fort increment a les eleccions municipals del mateix any, triplicant els darrers resultats obtinguts (del 0.8% al 2.34%). Després de les eleccions generals de Sud-àfrica de 2024 va formar part del govern d'unitat nacional encapçalat per Cyril Ramaphosa i format per l'Congrés Nacional Africà (ANC), Aliança Democràtica, el principal partit de l'oposició, el Partit Inkatha per la Llibertat (IFP) i Aliança Patriòtica (AP) i altres partits minoritaris.

## Resultats electorals
| Eleccions generals de Sud-àfrica | Eleccions generals de Sud-àfrica | Eleccions generals de Sud-àfrica | Eleccions generals de Sud-àfrica | Eleccions generals de Sud-àfrica | Eleccions generals de Sud-àfrica | Eleccions generals de Sud-àfrica | Eleccions generals de Sud-àfrica | Eleccions generals de Sud-àfrica |
| Elecció                          | Candidat                         | Vots                             | %                                | Escons Assemblea                 | +/-                              | Escons Consell                   | +/-                              | Govern                           |
| -------------------------------- | -------------------------------- | -------------------------------- | -------------------------------- | -------------------------------- | -------------------------------- | -------------------------------- | -------------------------------- | -------------------------------- |
| 1994                             | Constand Viljoen                 | 424.555                          | 2,17 / 100                       | 9 / 400                          | N/D                              | 5 / 90                           | N/D                              | Oposició                         |
| 1999                             | Constand Viljoen                 | 127.217                          | 0,8 / 100                        | 3 / 400                          | 6                                | 0 / 90                           | 5                                | Oposició                         |
| 2004                             | Pieter Mulder                    | 139.465                          | 0,89 / 100                       | 4 / 400                          | 1                                | 1 / 90                           | 1                                | Oposició                         |
| 2009                             | Pieter Mulder                    | 146.796                          | 0,83 / 100                       | 4 / 400                          | =                                | 1 / 90                           | =                                | Oposició                         |
| 2014                             | Pieter Mulder                    | 165.715                          | 0,9 / 100                        | 4 / 400                          | =                                | 0 / 90                           | 1                                | Oposició                         |
| 2019                             | Pieter Groenewald                | 414.864                          | 2,38 / 100                       | 10 / 400                         | 6                                | 3 / 90                           | 3                                | Oposició                         |
| 2024                             | Pieter Groenewald                | 218,850                          | 1,36 / 100                       | 6 / 400                          | 4                                | 2 / 90                           | 1                                | Coalició                         |